# Kypinowci
Kypinowci (bułg. Къпиновци) – wieś w Bułgarii, w obwodzie Razgrad, w gminie Isperich. W 2023 roku liczyła 255 mieszkańców.